# Museu Nacional d'Història Natural de Xile
|  | Aquest article tracta sobre el museu nacional xilè. Vegeu-ne altres significats a «Museu Nacional d'Història Natural». |

El Museu Nacional d'Història Natural de Xile (MNHN), és un dels tres museus estatals xilens de rang «nacional», al costat del Belles Arts i el Nacional Històric, i està situat en el Parc Quinta Normal, en el sector ponent de la ciutat de Santiago de Xile.
La missió del museu és generar coneixement i promoure la valoració del patrimoni natural i cultural de Xile, per fomentar i enfortir la seva comprensió en la societat. Va ser el primer fundat, i és el més visitat del país. És conegut popularment com el «museu de la Ballena», per l'esquelet de Balaenoptera borealis del seu saló central.

## Història

### Orígens
El Museu Nacional de Història Natural és un dels més antics d'Amèrica Llatina. Els seus orígens es remunten als primers anys de Xile com a país independent. El 1813 ja estava la idea de formar un museu d'història natural, això es veu en un document del 27 de juliol de 1813, publicat en el diari El Araucano, en què s'acorda l'establiment d'un museu d'aquestes característiques, en dependències de la Reial Universitat de San Felipe. L'establiment de la institució es va fer després del lliurament d'un informe realitzat per una comissió d'educació del Senat, composta per prominents personatges com Francisco Antonio Pérez, José Miguel Infante, Agustín Eyzaguirre, Camilo Henríquez, Juan Egaña i Mariano Egaña, entre d'altres, els qui van sol·licitar, el 22 de juny de 1813, la creació d'un museu. Malgrat tot, la iniciativa no va poder materialitzar-se en aquest moment. Nou anys més tard, el 1822, Bernardo O'Higgins, aleshores primer cap d'estat de Xile independent sota el títol de Director Suprem, encarrega la tasca de fundar el museu al francès Jean Josseph Dauxion Lavaysse, nomenant-ho per endavant director d'aquesta institució encara per fundar. Després d'una nova demora, en juny de 1823 Dauxion Lavaysse rep un encàrrec addicional de part del Director Suprem Ramón Freire y Serrano: «explorar el territori xilè, i així recaptar informació sobre la millor forma de colonitzar el país i fomentar la connexió per mar i terra». Dauxion Lavaysse va morir l'any 1829, sense complir cap de les tasques que se l'havia encomanat. Tal com ho relata Rodulfo Philippi, Dauxion Lavaysse era «un aventurer que havia viscut a Haití, Veneçuela i a Brasil, i que tenia coneixements, però molt superficials de diversos rams, el que l'havia donat crèdit immerescut».

### Fundació i desenvolupament

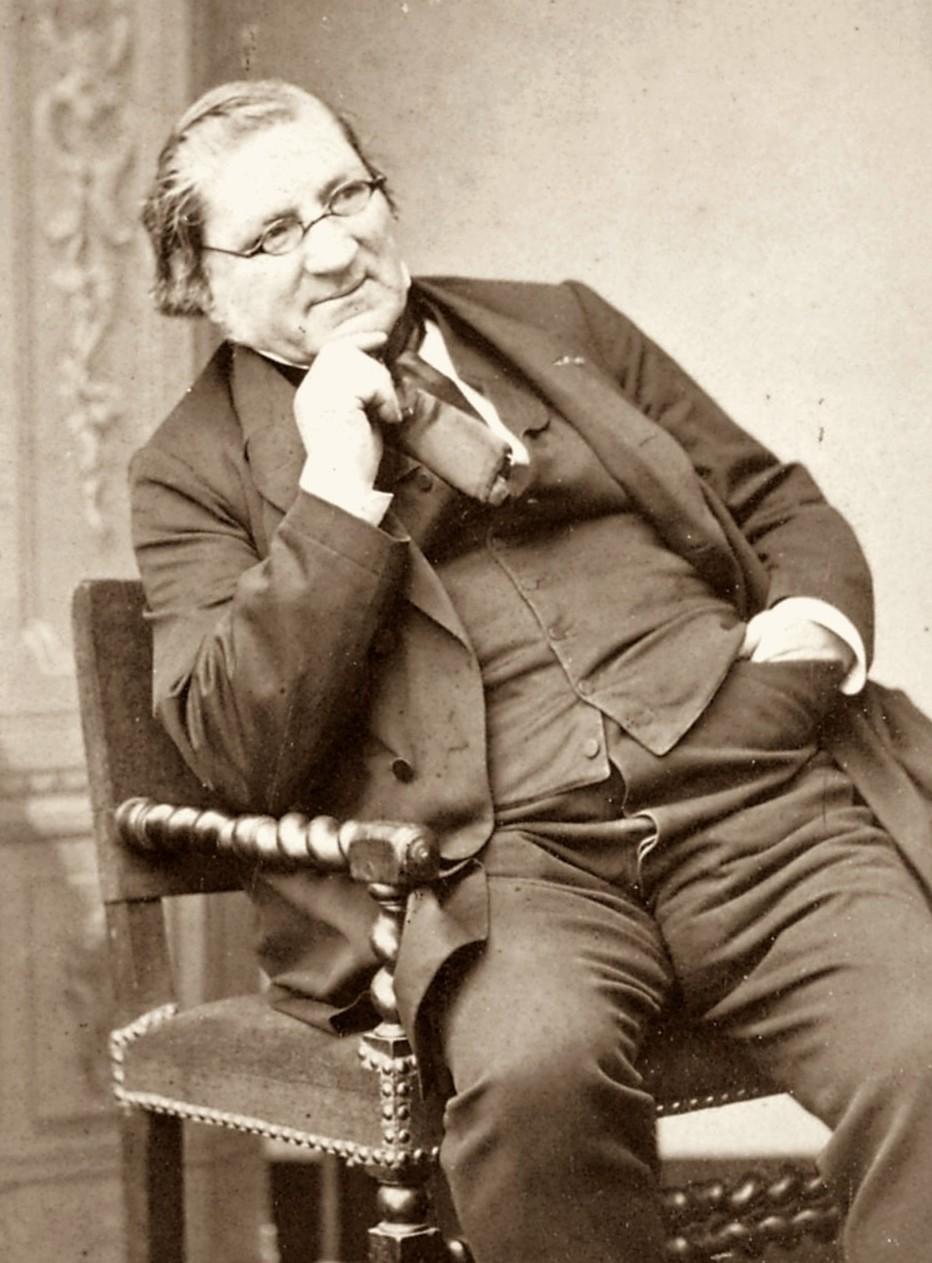
Claudio Gay, fundador del MNHN el 1830.

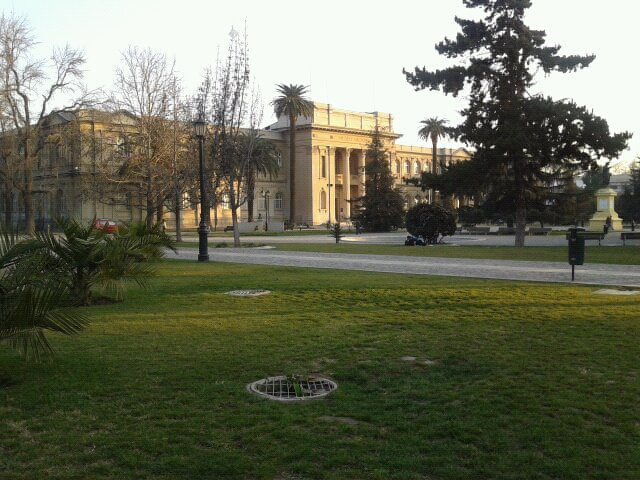
Vista exterior del museo en el Parc Quinta Normal.

El museu va ser fundat en propietat el 14 de setembre de 1830 pel naturalista francès Claudio Gay, qui va arribar a Xile al desembre de 1828 contractat per ser professor en un col·legi que seria fundat pel metge i aventurer Pedro Chapuis, compatriota de Gay, però la iniciativa va fracassar per falta d'alumnes. Després Gay va ser contractat pel govern de Xile, a través de l'aleshores ministre de l'Interior Diego Portales, per realitzar un complet estudi sobre la geografia i diversitat biològica, d'un país que per a ell era completament desconegut. A més a més, el govern de l'època li va encarregar «formar un gabinet de Història natural, que continguès les principals produccions vegetals i minerals del territori». Claudio Gay va viatjar per tot el territori xilè, recol·lectant material per ser exhibit en el museu, incloent objectes prehistòrics. El 1838 el museu va començar a funcionar en una sala de l'edifici de la Biblioteca Nacional, situat al carrer Catedral, entre Carrer Bandera i Carrer Morandé, a un costat de la seu de Santiago a Xile del Congrés Nacional. Aquest espai va ser ocupat després pels Tribunals de Justícia. Aquest primer museu comptava amb una col·lecció d'objectes animals, vegetals, minerals i fòssils que va recol·lectar Gay en els seus viatges per Xile. Els primers anys de vida de l'MNHN són descrits per Grete Mostny com un desenvolupament molt lligat al context en què sorgeix el museu, el de la Independència de Xile, «no era un gabinet de curiositats com aquells que havien donat origen a tants museus europeus; tampoc va sorgir de les col·leccions privades d'un rei o un príncep. Des dels seus principis va ser un museu per al poble de Xile».
Des del 15 de gener de 1876, el museu ocupa el Palau de l'Exposició a l'interior del Parc Quinta Normal. El recinte, dissenyat per l'arquitecte francès Paul Lathoud, va ser creat per albergar l'Exposició Internacional de Xile, el 1875. La realització d'aquesta exposició va ser encarregada a la Societat Nacional d'Agricultura, i en la seva etapa d'organització estava entre ser construïda en el Parc Cousiño o en la Quinta Norma d'Agricultura. Va ser finalment aquest últim el lloc on es va decidir realitzar l'exposició, per a la qual es va començar, en març de 1873, la construcció de l'edifici, que va ocupar uns 10 000 m² d'extensió entre els 200 000 m² de la Quinta Normal d'Agricultura. Quan es va traslladar a l'edifici de la Quinta Normal, el museu no va ocupar tot l'immoble, doncs va haver de compartir l'espai amb l'Escola Superior d'Agricultura -posteriorment Institut Agrícola de Xile i després Facultat de Ciències Agronòmiques de la Universitat de Xile-, que utilitzava l'ala oest de l'edifici. El 1879 el museu es va ser convertit en un hospital de sang per als ferits en la Guerra del Pacífic (1879-1883).
Federico Philippi assumeix com a director del Museu Nacional d'Història Natural de Xile, succeint al seu pare, Rodulfo Philippi, qui el 10 d'abril de 1897 es va acollir a la jubilació.Federico exercia des de 1889 la direcció de la secció de Botànica del museu, la que va deixar a càrrec de Karl Reiche, una vegada que Philippi va assumir la direcció del MNHN. Entre els avenços que es van donar mentre Federico Philippi ho va dirigir, es pot considerar l'arribada del primer bibliotecari a la institució, el 1900, època en què la biblioteca del museu comptava amb 2.200 volums. Així mateix, el 1884, Federico Philippi va sol·licitar al govern xilè la realització d'una expedició científica per explorar l'aleshores acabada d'incorporar província de Tarapacá, obtinguda després de la Guerra del Pacífic. Una altra fita important de la gestió de Federico Philippi va ser la creació del Butlletí del Museu Nacional Arxivat 2014-10-23 a Wayback Machine., publicació que es continua editant ara com ara. La seva feina com a director de l'MNHN es va interrompre amb la seva defunció, el 16 de gener de 1910. Bernardo Gotschlich recorda la rutina diària de Philippi en el museu: 
| « | «El Director, senyor Federico Philippi, era el primer d'arribar al Museu, i l'últim de retirar-se, encara en els dies d'hivern, l'aconsellàvem que tingués cura. Passava a l'oficina dels Caps de Secció per consultar amb ells els treballs que havien de fer-se o que s'estaven fent; era el consultor de tots, a pesar que a tots deixava llibertat d'acció en la seva especialitat; aquest és un dels seus més grans mèrits i, tanmateix, podem afirmar, sense temor d'equivocar-nos, que tot es feia per la voluntat d'ell; perquè una simple insinuació o opinió seva, era respectada, perquè sempre era convenient i encertada. Vetllava constantment per la salut dels seus subalterns; qualsevol signe d'alteració en la salut que presentessin, l'alarmava, més que la seva pròpia». | » |

### Segle XX

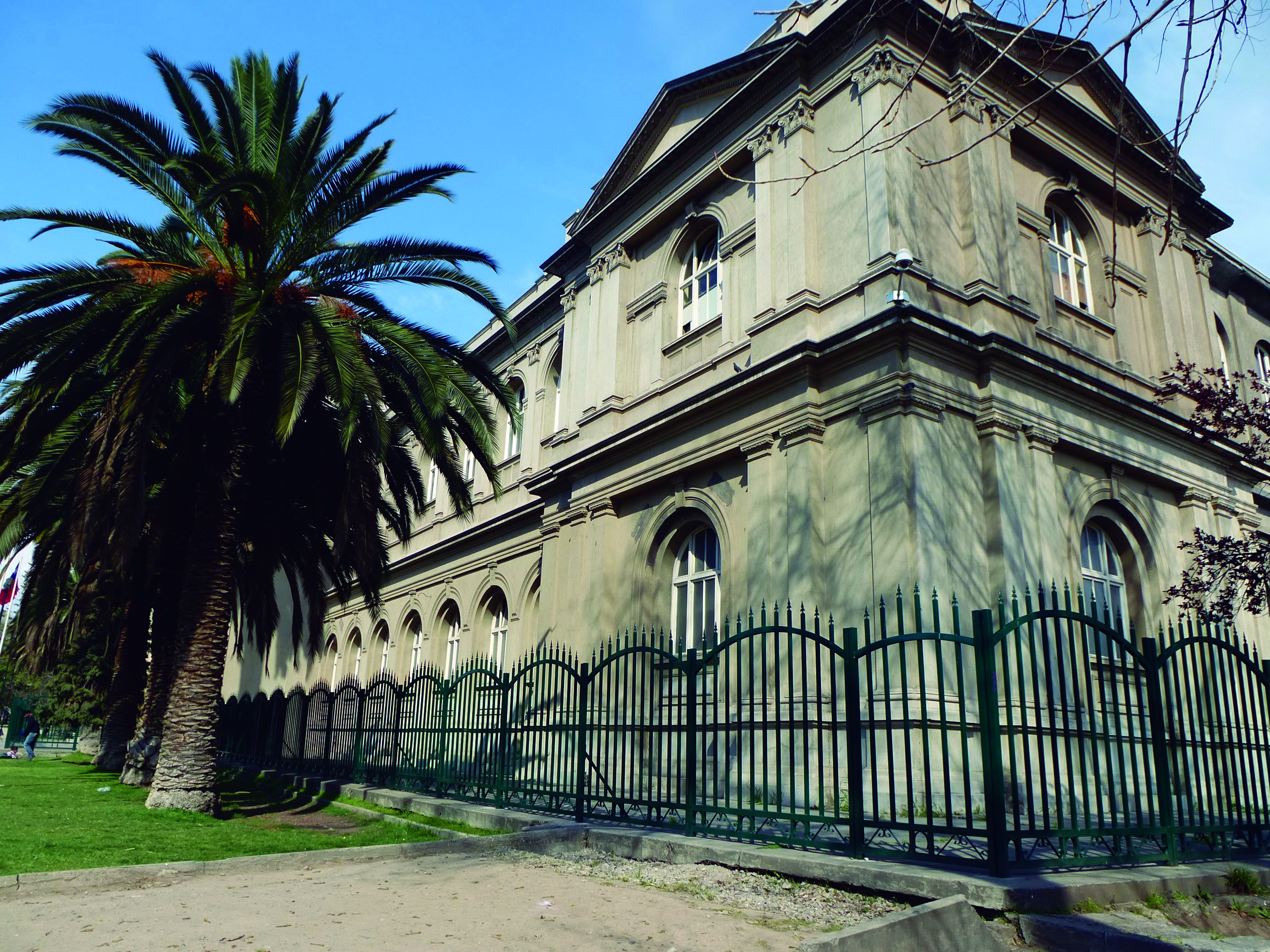
Vista de l'edifici del Museu Nacional de Història Natural de Xile.

En la nit del 16 d'agost de 1906 un fort terratrèmol va deixar el museu greument danyat, deixant destruïts els costats nord i sud de l'edifici i, conseqüentment, les col·leccions que estaven albergades en aquests sectors. A l'endemà, l'aleshores director del museu, Federico Philippi, es trobava al costat d'altres col·laboradors, rescatant el que es podia dels enderrocs. Posteriorment es va enviar un informe al ministeri d'Educació i es va ordenar la demolició dels llocs perillosos. Això va donar inici a un treball de restauració que es va prolongar per dos anys, fins a gener de 1908, a temps perquè el museu fos la seu d'un congrés científic. Per l'abril de 1910 l'adreça del museu va recaure en el metge Eduardo Moore Bravo, sota el mandat del qual es van crear tres noves seccions en el museu: Antropologia, Botànica criptògama i Aracnologia i insectes nocius. A més a més Moore va promoure la creació d'una Estació Zoològica Marítima i del Museu d'Oceanografia a San Antonio. Per a això es va obtenir una cessió de terreny en el port de San Antonio, tanmateix aquests projectes no es materialitzarien per falta de fons. També es van comprar la biblioteca i col·leccions dels Philippi, i es va editar l'últim lliurament dels Annals del Museu Nacional de Xile, que seria suspès per no comptar amb els recursos necessaris per a la seva continuïtat. D'altra banda, Eduardo Moore va sol·licitar el desallotjament de l'Institut Agrícola, que funcionava en l'edifici del museu, ja que les col·leccions en creixement demandaven cada vegada més espai, però la seva petició va ser rebutjada. Així mateix tampoc va aconseguir que en l'MNHN s'instal·lés llum elèctrica en les sales d'exposició, considerant que, l'any 1910, la majoria dels edificis públics xilens comptaven amb aquest servei. Solament en els anys 60, estant director del museu Humberto Fuenzalida, s'obtindrien fons i s'habilitaria la il·luminació d'aquestes sales. Moore tampoc va tenir èxit a sol·licitar la devolució del Jardí Botànic de la Quinta Normal, que havia estat transferit al Ministeri d'Obres Públiques.

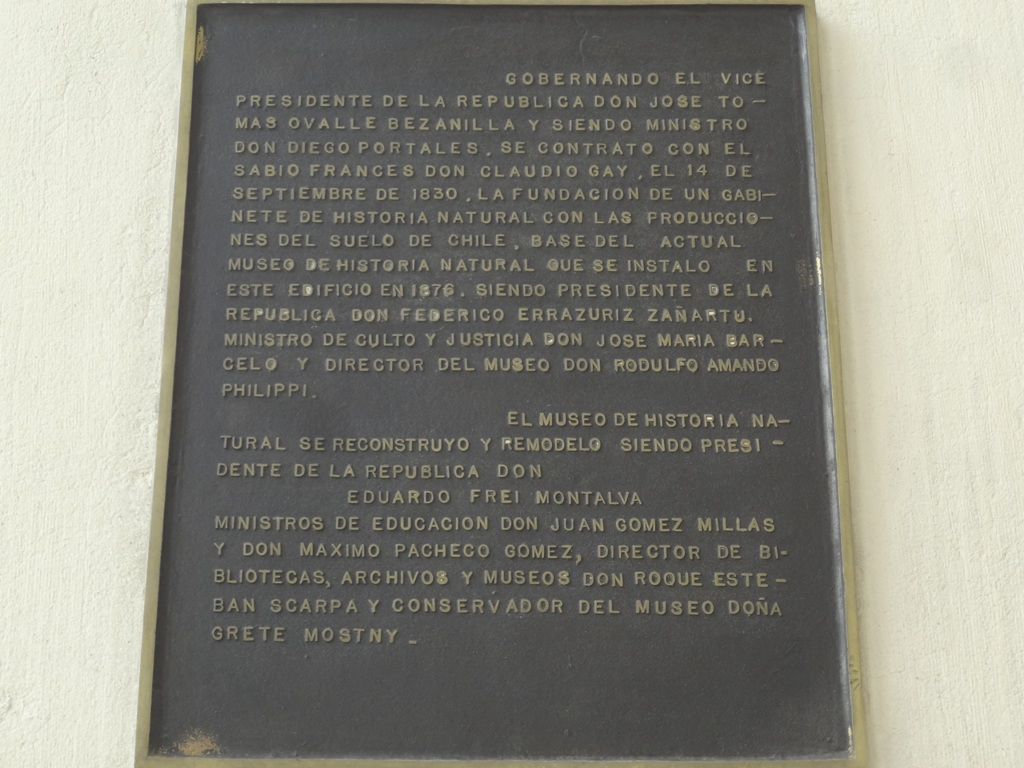
Placa de 1968 que conmemora la finalización de los trabajos de reparación del MNHN, iniciados por Ricardo Latcham Cartwright, tras el terremoto de abril de 1927.

La dècada de 1920 va ser molt difícil per al museu, que va enfrontar seriosos problemes econòmics. Això va portar a retallaments que van ocasionar acomiadaments de personal i reduccions salarials dels investigadors. Per exemple, els Caps de les seccions de Paleontologia i Botànica criptògama van haver de ser degradats a ajudants. A més a més, el volum XI del butlletí del museu va ser l'últim que es va editar en deu anys, perquè es va suprimir el finançament de les publicacions. Aquesta crisi va culminar el 14 d'abril de 1927, quan Santiago de Xile va patir un fort terratrèmol que va afectar novament les dependències del museu. Aquestes només van poder ser reparades un any més tard sota la direcció de Ricardo Latcham. Eduardo Moore ja havia abandonat la direcció del museu, presumiblement a partir d'una renúncia per la falta de finançament que pertanyia el MNHN. Per l'abril de 1928, amb Latcham al capdavant del MNHN, va començar una profunda tasque de renovació del museu. Per a això, el director va aconseguir diners del ministeri d'Educació, dirigit en aquest moment per Eduardo Barrios. Es van donar 200 000 $ pesos de l'època, recursos que van servir per reconstruir l'edifici i posar en marxa novament al museu. Dins dels seus aportaments està haver gestionat una nova planta de treballadors, que va permetre tenir millors salaris i comptar amb més investigadors. També es van renovar les col·leccions i es van reprendre les publicacions del museu, que estaven suspeses. El museu va créixer amb noves plantes per a oficina de la direcció, la biblioteca i la sala de taxidèrmia. Les obres de refacció de l'edifici es van portar a terme fins a 1931, amb la terminació de la façana de l'edifici, el vestíbul, el Saló Central i vuit sales d'exposició, sense que es donessin per concloses completament. Això va acabar de succeir el 1968, quan Grete Mostny era directora de la institució.
El 1982, Grete Mostny es va jubilar. La direcció del museu va ser assumida el 16 d'abril d'aquest any per Hans Niemeyer. Niemeyer va continuar la feina de renovació de Grete Mostny, i va ser al capdavant del museu fins al 1990, quan assumeix el càrrec Luis Capurro Soto, qui va fer que l'ensenyament sobri del medi ambient fos un tema principal en el treball de l'àrea d'educació del MNHN. Sota la tutela de Capurro, el 28 de febrer de 1991, l'edifici del Museu Nacional d'Història Natural és declarat Monument Històric. Luis Capurro va exercir la direcció del museu fins 1995, el gener de 1996 va ser Alberto Carvacho Bravo qui es va transformar en director, càrrec que va exercir fins a juliol de 1999. Com a successora de Carvacho va ser nominada a l'agost de 1999 Maria Eliana Ramírez, segona dona a càrrec del museu, després de Grete Mostny. Durant la gestió de Ramírez, es van crear noves sales d'exposició permanent en el tercer nivell de l'edifici del museu.

### Segle XXI

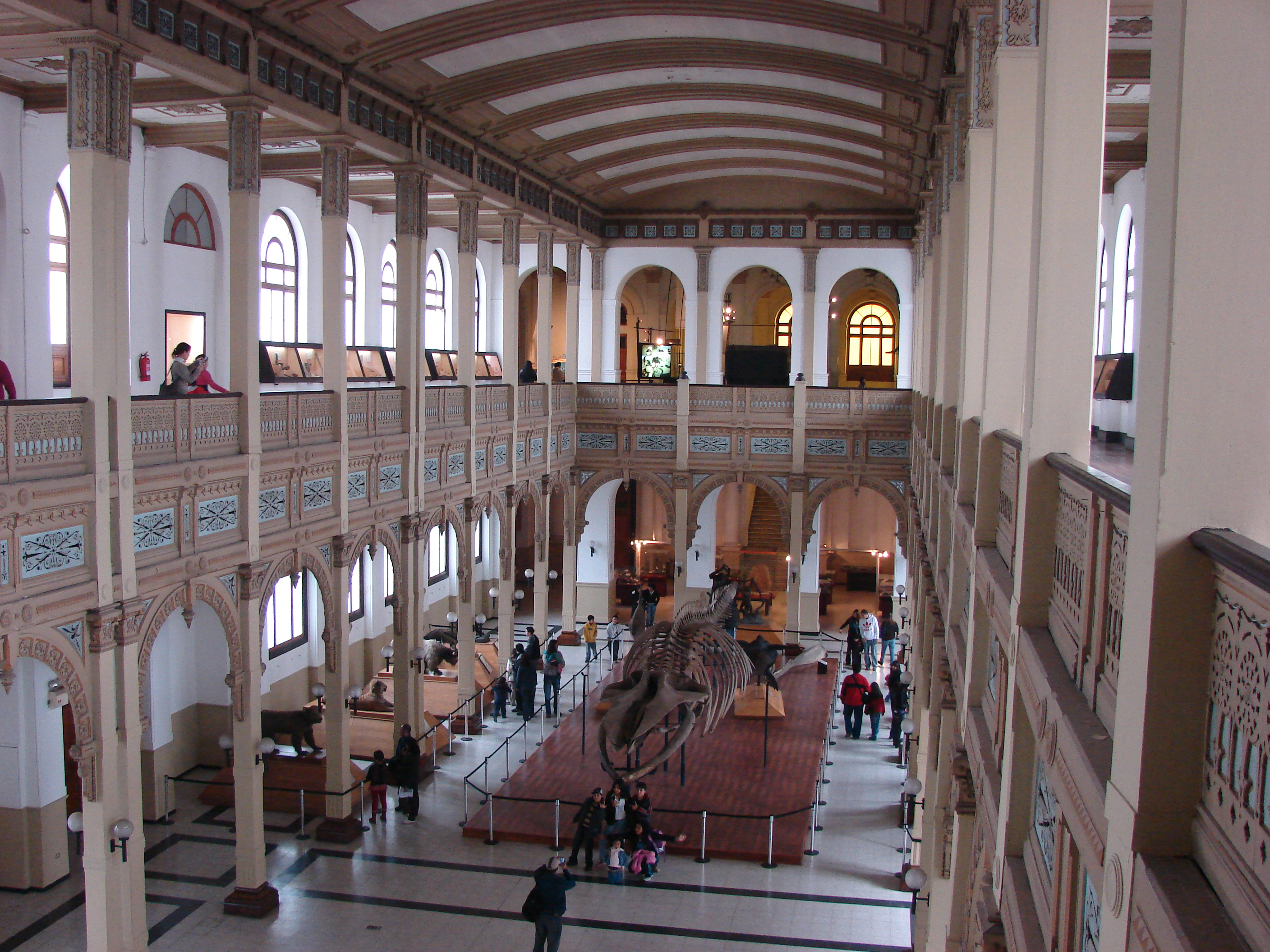
El Saló Central, amb un rorqual blau.

Maria Eliana Ramírez va ser directora del MNHN fins a gener de 2007, cedint el càrrec a l'antropòleg Claudio Gómez Papic, actual (2017) director del Museu Nacional d'Història Natural. El 27 de febrer de 2010, un fort terratrèmol va afectar el centre-sud de Xile. El moviment tel·lúric va danyar els murs principals del museu, pel que va ser tancat al públic fins que va ser reobert, el 18 de maig de 2012, en el marc del Dia Internacional dels Museus. A causa d'això, es va decidir realitzar una millora general de les instal·lacions, que haurien d'estar finalitzades el 2018.
A la reobertura del museu també es va re-inaugurar l'exposició Chilee Biogeográfico, espai completament renovat després del terratrèmol i que constitueix a la primera etapa d'actualització del museu i correspon a un recorregut pel patrimoni natural i cultural de Xile. L'exposició està constituïda per nou sales: El Origen, Zona Desértica, Zona Subdesértica, Zona Mediterránea, Zona de Transición Zona Templada, Zona Austral, Antártica Chilena, y El Mar Chileno y sus Islas; que inclouen diverses vitrines i diorames. A més a més la mostra compte amb dues estacions de treball on els visitants poden veure part del treball que realitzen els professionals del museu. El recorregut mostra també infografies en espanyol i anglès, zones de descàrrega Wifi, aplicacions per a aparells mòbils on es pot trobar i descarregar informació visual i d'àudio gratuïtes.
L'1 de setembre de 2016 es produeix una important fita en la història de l'MNHN, [doncs | perquè] se signa un contracte de prèstec per 50 anys amb el Ministeri d'Habitatge i Urbanisme, que permetrà que el museu compti amb un Dipòsit Extern de Col·leccions. L'habilitació d'un recinte d'aquestes característiques ja estava previst en el pla de desenvolupament de la institució. Aquestes instal·lacions es troben en el que va ser l'antic aeròdrom de Els Cerrillos, i se sumen a l'edifici històric situat en el Parc Quinta Normal, que serà restaurat i destinat exclusivament per a exposicions.

## Àrees de col·leccions

### Antropologia

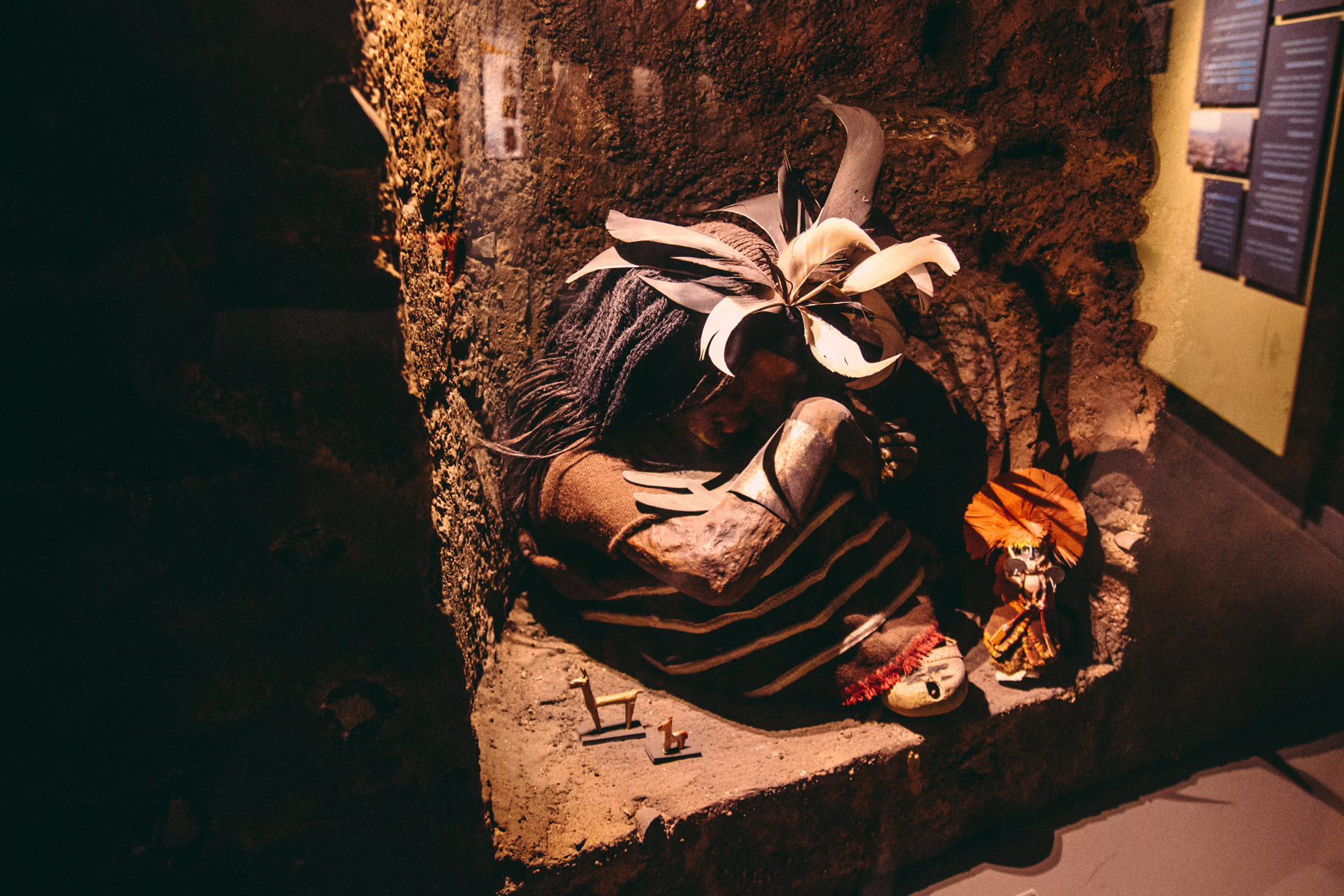
Rèplica del Niño del cerro El Plomo amb el seu aixovar funerari.

Aquest departament té com funcions conservar, investigar i difondre el patrimoni arqueològic, bioantropològic i etnogràfic de Xile, el que s'ha manifestat en generació d'importants col·leccions patrimonials que es protegeixen en els seus dipòsits.
Entre algunes recerques realitzades es poden destacar les referides a l'expansió del Tawantinsuyu a Xile, amb èmfasi en els estudis del Niño del Cerro El Plomo i dels Camins inques. En l'àmbit de l'arqueologia històrica s'han investigat les ocupacions del llop del segle xix en les illes Shetland del Sud.
En l'àrea d'etnografia els treballs han estat exposats a aspectes relacionats amb la part museística com és la conservació preventiva de les col·leccions, formades per objectes patrimonials pertanyents a pobles originaris vigents i a ètnies recentment extingides. Entre les principals col·leccions etnogràfiques es troben les referides als pobles maputxe i rapanui així com les dels ja extints selknam, yamana i kawésqar. Així mateix existeixen en aquesta àrea col·leccions conformades per objectes de pobles d'Oceania, principalment Nova Guinea, així com de l'Àfrica. Les mòmies més antigues del món es troben en el museu, estant datades a la ratlla de 7.400 anys -2000 anys més gran que les seves homòlogues egípcies-. Quinze d'elles van ser posades en una Tomografia computada a la fi de 2016. Els científics esperen aprendre més sobre el procés de momificació utilitzat pels Chinchorro, poble de Xile. Les 15 mòmies són de dones i nens i els científics remarquen que es van utilitzar diferents tècniques de conservació.

### Botànica
La secció va ser creada el 1889 per Rodulfo Amando Philippi, qui tot just creada, la va deixar a càrrec del seu fill Federico. En l'Herbari Botànic Nacional de Xile -sigla internacional del qual d'SGO-, del Museu Nacional d'Història Natural estan representats tots els grups de vegetals de Xile i també existeixen col·leccions de plantes de l'estranger.
El punt de partida de l'Herbari Botànic del museu es remunta a l'any 1830, quan arriba a Xile el naturalista francès Claudio Gay i crea el museu. En aquest moment s'inicia també l'estudi sistemàtic i organitzat dels recursos naturals en el país. La col·lecció més antiga conservada en l'herbari correspon a la realitzada per Carlo José Bertero entre 1828 i 1830, i està formada per 443 exemplars. Aquesta col·lecció va posar les bases de l'herbari, el qual posteriorment també va comptar amb més de 32 mil exemplars, dels quals el grui] provenen dels prop de 30 mil recol·lectats per Rodulfo Philippi entre 1851 i 1889.
Amb la feina científica que Rodolfo Amando Philippi i el seu fill Federico van desenvolupar en forma conjunta i amb l'impuls d'ells a l'estudi de les plantes de Xile, van augmentar en 3.730 les espècies de plantes per a Xile. D'aquestes espècies noves el museu conserva el 90% dels seus exemplars tipus, és a dir l'exemplar usat per a la descripció original. Aquests exemplars tipus van ser sistematitzats des de la dècada de 1940, ja que en aquesta època, bona part del material amb el qual comptava l'Herbari Botànic no estava ordenat segons normes internacionals. La feina la va realitzar l'enginyer agrònom Carlos Muñoz Pizarro, qui entre 1942 i 1946 va revisar 68 244 exemplars, els que van ser etiquetats i comparats amb descripcions originals. D'aquesta manera, al desembre de 2004, la col·lecció tenia un total de 151 596 exemplars: 
- Herbari de plantes xilenes: 102 182 exemplars
- Herbari de plantes exòtiques: 49 103 exemplars
- Fotografies i fototipus: 311

Aquest material científic s'ha reunit gràcies a la tasque dels botànics que han treballat en el museu i dels qui actualment realitzen la mencionada feina. Així també és el resultat de projectes de diferents científics nacionals i estrangers que han recolzat estudis sobre la flora de Xile i que han dipositat les seves col·leccions en aquesta institució. El 2009 es van digitalitzar els tipus de l'Herbari Botànic, que va permetre la creació d'una base de dades de la col·lecció completa.
Les línies d'recerca científica que es desenvolupen estan relacionades amb estudis sistemàtics d'algues, molses, hepàtiques, plantes vasculars i arqueobotànica. També es realitzen projectes museològics basats en les col·leccions que es conserven, confeccionant catàlegs i ingressant la informació a bases de dades informàtiques, per mantenir i conservar les col·leccions. La digitalització de la col·lecció de tipus de l'Herbari Botànic del MNHN posseeix estàndards internacionals de qualitat. L'Herbari Botànic del Museu Nacional de Història Natural, al costat de la seva Biblioteca especialitzada són les fonts principals dels estudis de la biodiversitat vegetal de Xile.

### Entomologia
Des de 1893 el museu compta amb una àrea d'entomologia. De llavors ençà la col·lecció entomològica del MNHN ha crescut, i el material que té la col·lecció ha servit com a font de nombrosos estudis entomològics, que permeten comprendre millor i de manera més àmplia la diversitat d'insectes de Xile. La col·lecció d'insectes s'ha valorat no solament gràcies a l'aportament de científics que han treballat en el museu, sinó també gràcies a aportaments externs. Totes aquestes col·laboracions han contribuït a incrementar i enriquir el patrimoni entomològic del país. Entre els col·laboradors externs a aquesta col·lecció, es poden destacar els integrants de la Societat Entomològica de Xile, així com a diversos col·laboradors individuals, investigadors i afeccionats. Així mateix, l'àrea d'entomologia compta amb la seva biblioteca pròpia, que pot ser consultada pels usuaris. Pel que fa a la col·lecció nacional d'insectes que es troba en el museu, aquesta es troba subdividida i distribuïda en 30 ordres.
A més a més de la Col·lecció Nacional d'Insectes, l'àrea d'entomologia del MNHN també allotja col·leccions d'insectes forans. Aquest és el cas de la col·lecció de papallones "Arnaldo Droste". També existeix en la institució una col·lecció de més de 23 000 aranyes, basada en la formada per la biòloga i aracnòloga Hildegard Zapfe Cavanillas. Aquesta col·lecció va ser adquirida pel museu el 1982.

### Paleontologia

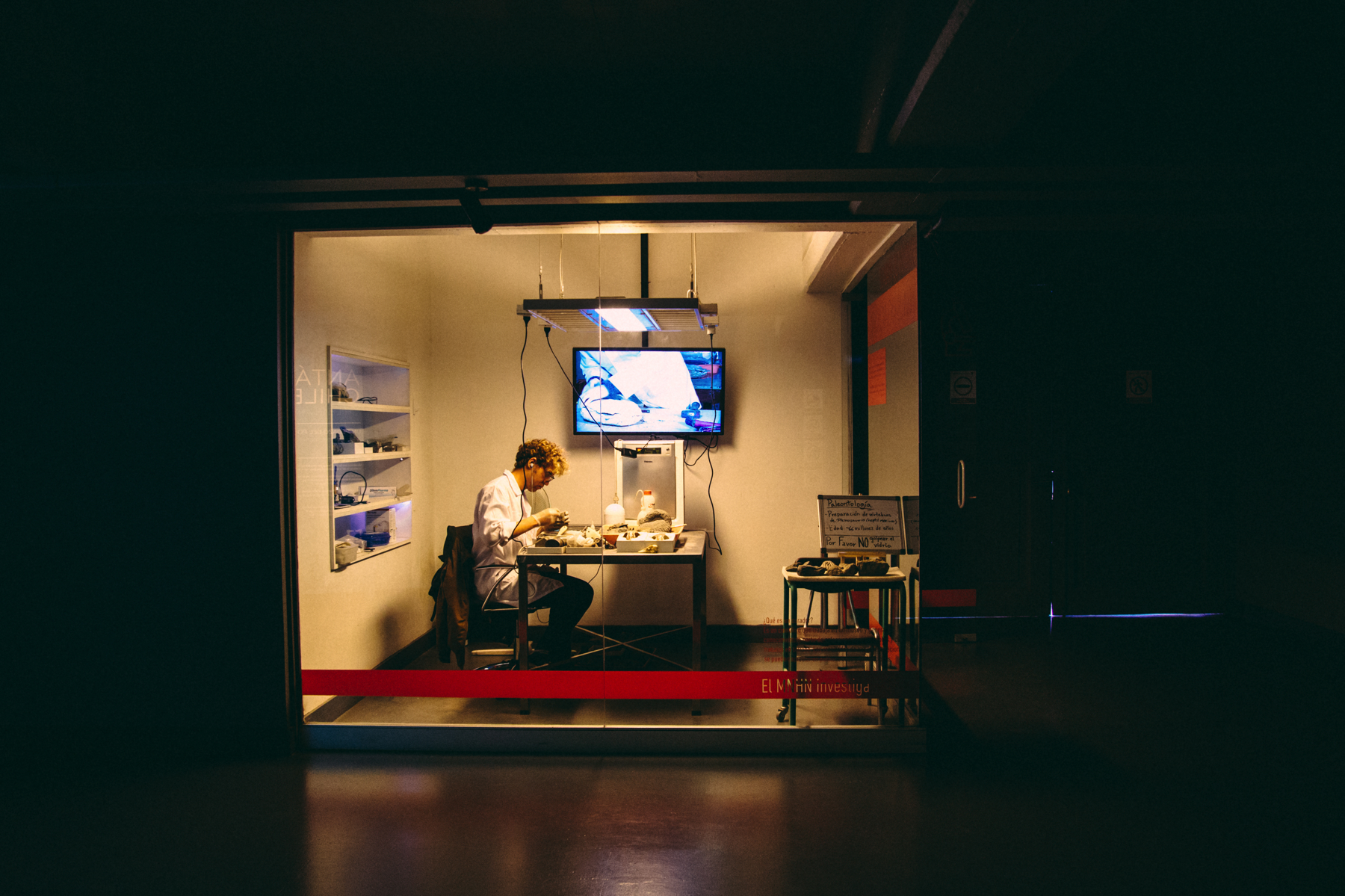
Departament de Paleontoogia del museu.

El departament de paleontologia té com a missió recol·lectar, investigar, conservar i publicar els seus estudis sobre els fòssils. En aquest sentit, en aquesta àrea del museu es troba la més gran col·lecció de fòssils de Xile, juntament amb altres de valor històric, com la reunida per Rodulfo Philippi.
Per fer-ho està dividit en tres àrees: 
- Invertebrats fòssils
- Vertebrats fòssils
- Paleobotànica (plantes fòssils)

Dintre d'aquestes àrees ha tingut especial èmfasi l'estudi d'invertebrats fòssils en investigar i classificar les col·leccions existents del museu, les quals comprenen més de 7 000 mostres ingressats la seva base de dades. Aquests estudis i projectes realitzats per investigadors experts, es fan conèixer a través de publicacions i revistes especialitzades. Pel que fa al desenvolupament de l'àrea, aquesta es basa en les investigacions del Mesozoic i el Neogen.

### Zoologia d'invertebrats
Aquesta àrea del museu conté col·leccions que abasten diversos grups del regne animal, des de protists fins artròpodes. Dintre de les col·leccions destacades d'aquesta àrea es troba la de mol·luscs, recol·lectada per Rodulfo Philippi i que consta de prop de 250 000 exemplars, tant de Xile com d'Europa. Així mateix, la institució compta amb una col·lecció de crustacis, de 3 000 peces d'extensió.

### Zoologia de vertebrats

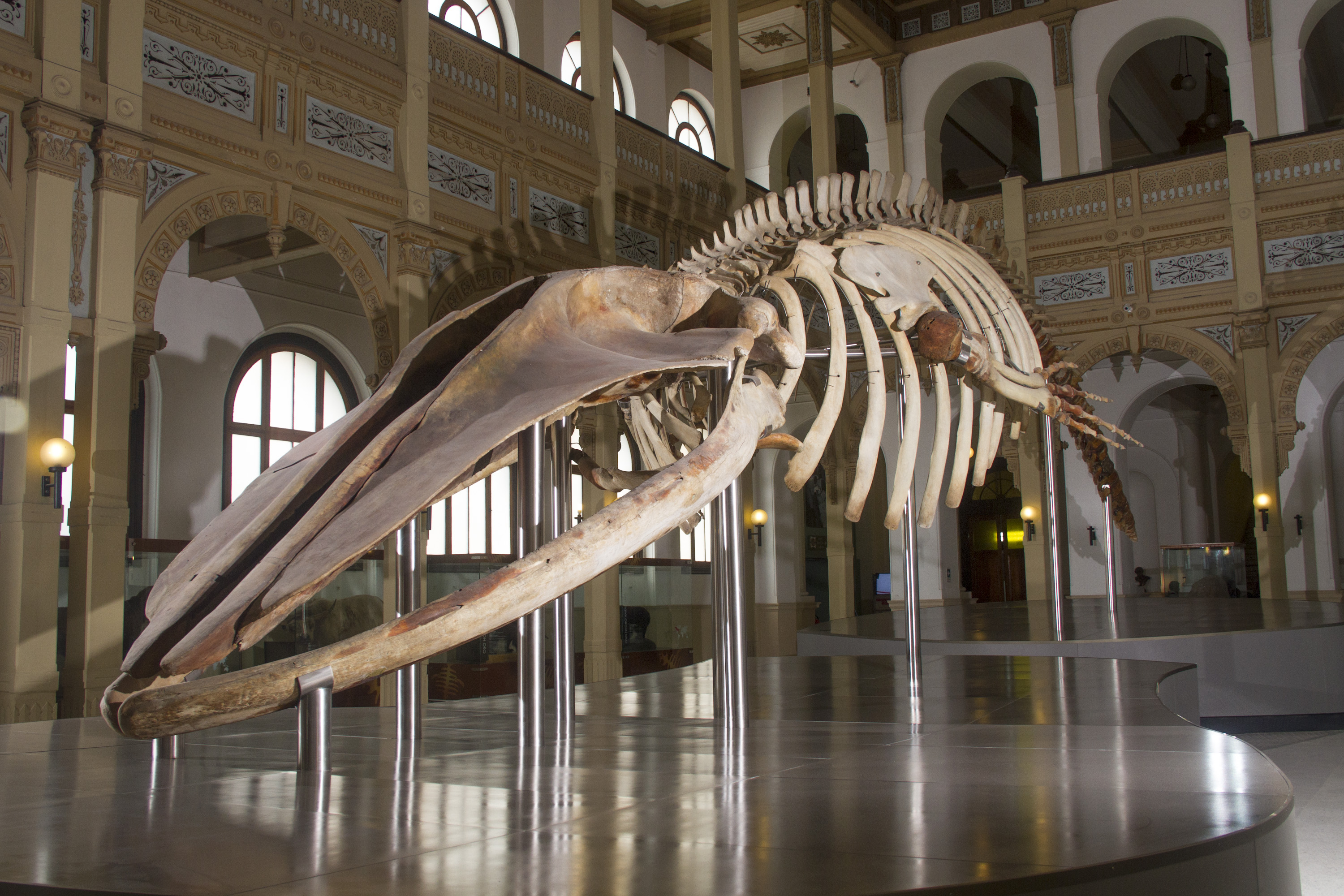
"Greta", la balena símbol del MNHN.

Aquesta àrea del museu té com a objectiu l'estudi de la biodiversitat xilena. A partir d'això, el treball consisteix en investigar, descriure i explicar als diversos animals vertebrats en totes les seves dimensions, compensant l'anàlisi de la seva estructura i les seves funcions. Els investigadors que es desempenyoren en aquesta àrea compleixen a la vegada el rol de custodis de les col·leccions existents en la institució.
Dintre de les col·leccions rellevants de l'àrea es troba la de mamífers, amb 2 000 espècies. D'aquesta col·lecció sorgeixen els exemplars de gran mida que s'exhibeixen en el Saló Central del museu. També destaquen les col·leccions d'aus (5 000 exemplars, una de les més completes de Xile) i de herpetologia (3 000 exemplars d'amfibis i rèptils).